# Рижская улица (Санкт-Петербург)
Ри́жская улица — улица в Красногвардейском районе Санкт-Петербурга. Проходит от Новочеркасского проспекта до улицы Громова.

## История
Улица получила название 12 октября 1962 года в честь города Риги — столицы Латвийской ССР.

## Пересечения
- Новочеркасский проспект
- улица Громова

## Транспорт
Ближайшая к Рижской улице станция метро — «Новочеркасская» 4-й (Правобережной) линии.
До Рижской улицы от метро «Новочеркасская» следует троллейбус № 33, а от Рижской улицы 33-й троллейбус следует мимо станции метро «Площадь Александра Невского». Также до этой улицы можно добраться от станции метро «Новочеркасская» на трамваях маршрутов № 7, 10, 23, 39 и 65.
Также до Рижской улицы можно доехать на автобусе № 191.